# Dixtuor à vents
Le Dixtuor à vents en ré majeur, opus 14, de Georges Enesco, est un double quintette pour deux flûtes, hautbois, cor anglais, deux clarinettes, deux bassons, deux cors. Composé en 1906, c'est une réussite d'un genre rare, et peu aisé à maîtriser musicalement où revivent avec une grande séduction sonore les paysages et la campagne de Roumanie.
Il est dédié à la mémoire de Hélène Bibesco et a été créé par la Société moderne d'instruments à vent à Paris, le 12 juin 1906.

## Structure
Le dixtuor comprend trois mouvements :
1. Doucement mouvementé — « ample forme sonate à la somptueuse polyphonie[1] » ;
2. Modérément — de forme lied, « d'une pénétrante nostalgie[1] » ;
3. Allègrement mais pas trop — de nouveau en forme sonate, « mais plus vigoureusement rythmique[1] ».

La durée d'exécution est d'environ vingt-trois minutes.

## Analyse
Le Dixtuor à vents succède chronologiquement à la Première symphonie du compositeur. Pour le musicologue Harry Halbreich, c'est « une œuvre heureuse et reposée, d'un grand charme sonore ». Constatant dans la partition le renouvellement constant de l'écriture d'Enesco, il souligne aussi « la perfection des sonorités » et considère qu'« elle tient tout simplement du miracle ».

## Discographie
- 1951 : Membres de l'Orchestre national de la RdF, direction G. Enesco - (LP Remington R-199-107)
- 1958 : Nicolae Alexandru, Mihai Teodorescu, flûtes ; Pavel Tornea, cor anglais ; Constantin Ungureanu, Constantin Cernaianu, clarinettes ; Constantin Iliuta, hautbois ; Emil Biclea, Gheorghe Popa, bassons ; Ion Badaionu, Paul Staicu, cors, direction Constantin Silvestri (1958, LP EMI FALP 508)
- 1970 : Membres de l'Orchestre philharmonique Iasi Moldova, direction Ion Baciu (Marco Polo 8.223 147)
- 1988 : Solistes Orchestre de Chambre de Lausanne, direction Lawrence Foster (8 décembre 1987, Claves CD 50-8803)
- 1995 : Horia Andreescu Virgil Francu, Nicola Maxim, flûtes ; Adrian Petrescu, hautbois ; Florin Ionoaia, cor anglais ; Valeriu Barbuceanu, Leontin Boanta, clarinettes ; Gödri Orban, Viorica Feher, bassons ; Simon Jebeleanu, Dan Cinca, cors (mars 1995, Olympia OCD 445)
- 1996 : Solistes du Philharmonique d'Oslo (4-6 novembre 1996, Naxos 8.554 173)
- 1997 : Membres de l'Orchestre philharmonique « George Enescu », direction Cristian Mandeal (24-28 février 1997, Arte Nova 74321 63634 2)
- 2001 : Micha Hamel Viotta Ensemble (Ottavo 20179)